# IOS 17
iOS 17 — 17-й основний випуск мобільної операційної системи iOS, розробленої Apple для своєї лінійки продуктів iPhone.

## Історія
Бета-версія iOS 17 для розробників була представлена в ході WWDC23 5 червня 2023 року. Публічна бета-версія iOS 17 вийшла 12 липня 2023 року.
18 вересня 2023 року, компанія Apple презентувала ОС iOS 17 для своїх iPhone, iPad, Mac, HomePod та інших пристроїв. Оновити свої гаджети до неї можуть користувачі, починаючи з власників iPhone XS 2018 року.
Також варто враховувати, що для встановлення iOS 17 потрібен Apple ID, пов’язаний з обліковим записом розробника. Одного профілю розробника буде недостатньо для встановлення бети-версії.

### Оновлення
5 червня 2023 року, для розробників Apple була випущена перша бета-версія iOS 17, в якій було додано низку нових функцій в iPhone і iPad, а також поліпшені вже наявні додатки та можливості.
21 вересня 2023 року, тобто через три дні після виходу фінальних версій нових ОС, Apple випустили перші патчі для iOS 17, iPadOS 17 і watchOS 10. Вони не принесли з собою ніяких нових функцій. Оновлення спрямовані на усунення багів та недоліків. В описі iOS 17.0.1, iPadOS 17.0.1, watchOS 10.0.1 та iOS 17.0.2 виключно для iPhone 15 (номер збірки - 21A350) розробники не повідомили, які конкретно помилки були виправлені, однак частина з них точно пов'язана з системою безпеки ОС та невеликими баг-фіксами першого дня.
30 листопада 2023 року, Apple випустила iOS 17.1.2 для всіх користувачів (номер збірки - 21B101). В даній версії внесені важливі оновлення системи безпеки. Розмір оновлення програмного забезпечення - близько 370 МБ.
Більш детально, з відомостями про оновлення iOS 17, а саме iOS 17.0.1; iOS 17.0.2; iOS 17.0.3; iOS 17.1; iOS 17.1.1; iOS 17.1.2; iOS 17.2 та iOS 17.2.1, які були випущені протягом дуже короткого часу в кінці 2023 року можливо ознайомитися на офіційному порталі Apple.
13 грудня 2023 року, Apple випустила iOS 17.3 beta 1 для розробників, які беруть участь у Програмі для розробників Apple. Оновлення спрямоване на посилення захисту від викрадення пристрою та відновлення функції спільних плейлистів в Apple Music. 
3 січня 2024 року, Apple випустила другу бета-версію iOS 17.3 beta 2, однак за чисельними повідомленнями користувачів її завантаження викликало серйозні проблеми у деяких власників iPhone. Так, після оновлення до iOS 17.3 beta 2, окремі користувачі виявили, що їхні пристрої застрягли в циклі завантаження з порожнім чорним екраном. Відновлення до попередньої версії iOS 17.3 або iOS 17.2.1, схоже, вирішує проблему, однак у користувачів, які не мають резервних копій, можуть виникнути проблеми з процесом відновлення.
З 5 січня 2024 року, компанія Apple перестала схвалювати встановлення iOS 17.2. Згідно з джерелом MacRumors, більше не можна встановити жодну версію iOS 17, окрім найсвіжішої iOS 17.2.1, яка вийшла 19 грудня 2023 року. Досі Apple дозволяла виконувати відкат на iOS 17.2, але відтепер сертифікат для неї, сервером компанії більше - не видається.

## Особливості системи

### Екран блокування з вбудованим смарт-дисплеєм
Apple розробила нову функцію, яка перетворить заблокований iPhone у горизонтальному положенні на невеликий смарт-дисплей, на якому відображатиметься різна інформація. Наприклад, погода, зустрічі в календарі та нагадування. Задум полягає в тому, щоб зробити невикористаний айфон більш корисним. Передбачається, що вся інформація буде показуватися на темному тлі.

### Екраном блокування можна буде ділитися
Невелика, але корисна зміна в iOS 17 – можливість поділитися екраном блокування з друзями, подібно до того як це відбувається з циферблатами на Apple Watch. Користувачі зможуть надіслати посилання на свій екран блокування, включно зі шпалерами, дизайном годинника і розташуванням віджетів.

### Apple Maps на екрані блокування
Apple Maps показуватимуть підказки під час роботи на екрані блокування. Крім того, користувачі зможуть переглядати сповіщення, запускати ліхтарик і камеру. В даний час це зробити — неможливо.

### Скидання забутого пароля на iPhone
Оновлення операційної системи iOS 17 для iPhone матиме нову функцію – можливість скидання недавно введеного, але забутого пароля протягом 72 годин. Ця функція буде корисною для користувачів, які забули свій пароль і не можуть отримати доступ до свого пристрою. За звісткою, щоб скористатися цією функцією, користувачу потрібно буде пройти процедуру верифікації особи, наприклад, використовуючи Touch ID, Face ID або інші методи аутентифікації. Після успішної перевірки особи система дозволить скинути пароль та отримати доступ до пристрою.

### Більше можливостей Dynamic Island
В Dynamic Island додано більше функцій. Наприклад, у Dynamic Island з’явилася Siri. Тим самим, інтерфейс голосового помічника буде менш нав’язливим. Тепер для його виклику не доведеться казати "Привіт, Siri", а вистачить просто звернення - "Siri".

### Додаток для ведення
В iOS 17 з’явився додаток для ведення свого роду особистого щоденника "Journal", який підвантажуватиме улюблену музику та фото, а також робитиме добірку новин. Користувачі зможуть записувати в нього всі свої думки, а додаток аналізуватиме поведінку людини, щоб визначити її звички і спосіб життя.

### Інтерактивні віджети
Apple тестує інтерактивні віджети, які містять кнопки і повзунки. Таким чином, користувачі отримають повноцінні віджети з можливістю управління контентом, а не просто його переглядом.

### Оновлення додатку Здоров’я
В iOS 17 додаток "Здоров’я" може визначати і відстежувати настрій користувачів. Також у додатку з’явилися нові функції для користувачів з поганим зором.

### Оновлення Apple Music
Apple Music в iOS 17 отримав новий мінімалістичний дизайн. Також у користувачів з’явилася можливість показувати тексти пісень прямо на екрані блокування.

### Бібліотека додатків
Папки в Бібліотеці додатків можна буде перейменовувати вручну.

### AirPlay
Apple веде переговори з готелями та іншими закладами для інтеграції функції, яка спростить використання AirPlay на телевізорах у готелях.

### Редизайн Wallet
Додаток Wallet в iOS 17 отримав повністю новий дизайн. Apple додала вкладки навігації знизу, щоб розділити сховища з картами, ключами і Cash.

### Підтримка гарнітури змішаної реальності
Гарнітура змішаної реальності Apple стала самостійним пристроєм. Однак, імовірно, якимось чином вона буде інтегрована з iPhone. Можливо, на рівні Handoff.

### Оновлення CarPlay
У 2022 році Apple анонсувала новий CarPlay. Тоді компанія заявляла, що перші машини з ним з’являться до кінця 2023 року. Якщо плани Apple не змінилися, то в iOS 17 має з’явитися новий CarPlay, який має глибшу інтеграцію з автомобілем.

### Встановлення додатків не з App Store
Користувачі iOS 17 в Європі зможуть встановлювати додатки в обхід App Store. Таким чином, розробники зможуть не платити комісію Apple.

### Нові функції Універсального доступу
Apple вже анонсувала нові функції для людей з обмеженими можливостями, які з’являться в iOS 17. Серед них, нових дизайн iOS 17 для людей з когнітивними порушеннями, а також можливість клонування свого голосу.

### Режим StandBy
У iOS 17 з'явився режим StandBy. За його допомогою iPhone перетворюється на будильник або календар на ніжці. Відповідний екран активується, якщо смартфон поставити зарядку на спеціальну док-станцію в горизонтальній орієнтації.

### Браузери без WebKit
iOS 17 дозволить розробникам завантажувати в App Store браузери без WebKit. Google і Mozilla вже розробляють браузери для iOS із рушіями Chromium і Gecko.

### Попередження про відстеження через NFC-трекери
У рамках партнерства Apple і Google, iOS попереджатиме користувачів про незаконне стеження через NFC-трекери сторонніх виробників.

### Яскравість ліхтарика
Замість того, щоб регулювати яскравість ліхтарика трьома рівнями, в iOS 17 з’явився новий повзунок для точного і плавного регулювання яскравості.

### Інші можливі зміни
- Більше налаштувань для Always on Display
- Додаткові фільтри для режиму фокусування
- Покращення Car Key
- Можливість встановлювати різні рингтони на свої номери SIM-карт[20].
- Функція для захисту очей від короткозорості[21].